# Dryophytes plicatus
Espèce
Synonymes
- Hyla plicata Brocchi, 1877
- Hyla lafrentzi Mertens & Wolterstorff, 1929

Statut de conservation UICN

 LC  : Préoccupation mineure
Dryophytes plicatus est une espèce d'amphibiens de la famille des Hylidae.

## Répartition
Cette espèce est endémique du Mexique. Elle se rencontre dans la Sierra Madre occidentale et dans la Cordillère néovolcanique : dans l'ouest de l'État de Veracruz, dans l'État du Tlaxcala, dans l'État de Puebla, dans l'État d'Hidalgo, dans l'État de Mexico, dans le nord de l'État de Morelos, dans le nord-ouest de l'État de Michoacán, dans l'État de San Luis Potosí.

## Publications originales
- Brocchi, 1877 : Notes sur quelques Batraciens hylaeformes récueillis au Mexique et au Guatemala. Bulletin de la Société Philomathique de Paris, sér. 7, vol. 1, p. 122-132 (texte intégral).
- Mertens & Wolterstorff, 1929 : Ein neuer Laubfrosch aus Mexiko. Zoologischer Anzeiger, Leipzig, vol. 84, no 9/10, p. 235-241.